# Djidiouia (distrito)
Djidiouia é um distrito localizado na província de Relizane, Argélia, e cuja capital é a cidade de Djidioua. A população total do distrito era de 51 596 habitantes, em 2008.[carece de fontes?]

## Comunas
O distrito está dividido em três comunas:
- Djidioua
- Hamri
- Ouled Sidi Mihoub